# Северное восстание
Северное восстание (англ. Rising of the North), известное также как Мятеж северных графов (англ. Revolt of the Northern Earls) — восстание ноября—декабря 1569 года, направленное на свержение королевы Елизаветы I, исповедовавшей англиканство, возведение на престол королевы-католички Марии Стюарт и восстановление в Англии католической веры. Во главе восстания стояли исповедовавшие католичество двое графов, имевших владения в Северной Англии: Томас Перси, 7-й граф Нортумберленд и Чарльз Невилл, 6-й граф Уэстморленд, также в него был вовлечён Томас Говард, 4-й герцог Норфолк. К восстанию их подталкивали эмиссары короля Испании Филиппа II. Однако оно было плохо подготовлено и достаточно быстро подавлено, главари восстания бежали из Англии. Один из них, граф Уэстморленд, умер в изгнании, другой, граф Нортумберленд, был выдан Англии и казнён. Их владения и титулы были конфискованы.

## Предпосылки
В 1558 году умерла королева Англии Мария I, её сменила Елизавета I. Однако далеко не всех её кандидатура устраивала. В первую очередь недовольны были католики, так как они оспаривали законность рождения Елизаветы; кроме того, новая королева исповедовала англиканство. Католики, которых поддерживали короли Франции и Испании, считали, что королевой должна стать Мария Шотландская, внучка Маргариты Тюдор, дочери короля Генриха VII. Особенно сильную поддержку эта позиция вызвала в Северной Англии, где несколько влиятельных представителей английской знати были католиками. Ещё во время правления Генриха VIII в Северной Англии возникало недовольство религиозной политикой короля, которое вылилось в два восстания (Благодатное паломничество 1536 года и Восстание Биго 1537 года). Позиции сторонников Марии Стюарт усилились после рождения у неё в 1566 году сына Якова, однако в 1567 году она была свергнута и была вынуждена бежать в Англию, где Елизавета фактически поместила её в заключение.
Движение за смену религии поддерживалось другими католическими государствами, в первую очередь Испанией, правитель которой Филипп II, в прошлом муж Марии I, посылал в Англию своих эмиссаров, контактировавших с недовольными представителями знати. В числе недвольных был Томас Перси, 7-й граф Нортумберленд. Не имея политических амбиций, он был предан католической вере, его не устраивала религиозная политика Елизаветы. В результате испанские эмиссары смогли убедить графа в необходимости восстания, обещая военную помощь.
Ещё одним аристократом, замешанным в восстании, был Томас Говард, 4-й герцог Норфолк. Один из богатейших людей в Англии, он в 1567 году в третий раз овдовел. И бегство Марии Стюарт в Англию привело его к идее стать её мужем и вернуть её на престол, однако королева Елизавета, которая не доверяла герцогу, отказалась поддержать его интригу. Но Норфолк был полон решимости реализовать свой план, тем более что северная знать поддерживала его брачные устремления, а сам он заручился поддержкой Испании. Хотя сам он позже отрицал, что принимал участие в заговоре с целью свергнуть Елизавету, но именно он вовлёк в восстание ещё одного северного графа — Чарльза Невилла, 6-го графа Уэстморленда, женатого на его сестре Джейн Говард. В августе он находился при английском дворе, но 22 сентября узнав о том, что Елизавета, опасавшаяся его амбиций, скорее всего отправит его в заключение в Тауэр, бежал в свои владения. В ответ королева потребовала его возвращения, не веря в его отписки о болезни. Герцог послал северным графам послание, умоляя их не начинать сейчас восстание, так как это может стоить ему жизни, а 2 октября был вынужден подчиниться приказу и прибыл в Сент-Олбанс, после чего его поместили под стражу в Тауэр. Из-за этого в самом восстании он участия не принимал.

## Восстание
В сентябре 1569 года графы Нортумберленд и Уэстморленд встречались в Йорке с графом Сассексом, возглавлявшим Совет Севера, с которым они были в дружеских отношениях. Однако вскоре тот начал сомневаться в их лояльности, а также вскрылось, что графы Уэстморленд и Нортумберленд вели переписку с испанским послом, в начале ноября по совету графа Сассекса оба графа внезапно были вызваны в Лондон, но те отказались приехать.
14 ноября граф Нортумберленд написал письмо с извинениями, заявляя о верности короне, однако мятежники понимали, что раскрыты, среди них началась паника и они преждевременно начали восстание. 15 ноября в дом графа Нортумберленда прибыло несколько солдат с приказом арестовать его в качестве меры предосторожности, но тому удалось ускользнуть и прибыть в дом графа Уэстморленда в Брансепете. Там оба графа выпустили прокламацию о своём намерении восстановить католическую веру, призывая к себе сторонников, а также о намерении освободить бывшую королеву Шотландии Марию Стюарт, которая находилась в заключении в Татбери. К графам и их людям присоединились многие соседи, в итоге они оказались во главе армии из 1700 всадников и 4 тысяч пехотинцев. Хотя всадники были хорошо тренированными воинами, пехотинцы по большей части представляли собой недисциплинированную толпу. 16 ноября армия двинулась в Дарем, где была проведена католическая месса, а также были сожжены англиканские богослужебные книги. 17 ноября они двинулись на юг, в Дарлингтон, а затем в сторону Йорка. Они не стали нападать на Йорк, миновав его. Между 18 и 20 ноября граф Нортумберленд посетил Ричмонд, Норталлертон и Боробридж, призывая их жителей присоединиться к восстанию. 20 ноября оба графа вместе с графиней Нортумберленд присутствовали на мессе в Рипоне. В это же время один из их отрядов занял Хартлпул, чтобы обеспечить связь с континентом, откуда восставшие ждали помощи. 22 ноября основная армия восставших собралась у Клиффорд Мура.
Марию Стюарт в это время уже спешно вывезли из Татбери в Ковентри. 26 ноября в Виндзоре лидеры мятежников были торжественно провозглашены предателями. В это же время сэр Джордж Боуз собрал армию и укрепился в замке Барнард, в то время как сэр Джон Форстер и сэр Генри Перси, брат графа Нортумберленда, собирали войска на границе. Лидеры восставших сначала планировали двинуться на Йорк, в котором находился граф Сассекс, но, узнав о собранных тем войсках, изменили планы. Граф Уэстморленд двинулся на замок Барнард, осадив его. Джордж Боуз успешно оборонялся 11 дней, но из-за предательства гарнизона ему пришлось сдать замок в обмен на свободу, после чего он присоединился к графу Сассексу. Сам же граф Уэстморленд отступил в Рэби, преследуемый армией Джона Форстера и Генри Перси.
Граф Нортумберленд удалился в Топклифф, куда 11 декабря двинулся из Йорка граф Сассекс. Когда он продвинулся на север, графы Уэстморленд и Нортумберленд объединили свои силы и отступили к границам. В итоге восстание было подавлено. 16 декабря в Хексеме мятежные графы распустили своих последователей, призвав их спасаться самостоятельно, а сами бежали в Шотландию, найдя убежище в Лиддесдейле

## Последствия
Восстание было плохо подготовлено и подавлено. Его лидеры находились в Шотландии, и английское правительство предприняло попытку их вернуть. Графа Нортумберленда уговаривал вернуться и подать прошение о помилование его брат, а графа Уэстморленда — его родственник, сэр Роберт Констебль. Однако мятежники не рискнули принять предложение. Граф Нортумберленд в итоге был захвачен регентом Шотландии графом Мортоном и в 1572 году выдан Англии, где его казнили. Граф Уэстморленд бежал в Испанские Нидерланды, где умер в бедности в 1601 году. Герцог Норфолк, доказательств причастности которого к восстанию не нашли, в 1572 году оказался замешан в заговоре Ридольфи, в результате чего был казнён в том же году.
Восстание оказалось почти бескровным. Больше всего погибших было во время осады Барнардского замка, когда пять солдат случайно погибли, перепрыгивая через стены в отчаянной попытке покинуть город. Фактически основными целями мятежников были экономические, включая обстрел амбаров, уничтожение полей и убийство скота, принадлежащих сторонникам королевы. Однако правительство обрушило на мятежников жёсткие репрессии. Хотя главные лидеры бежали, но более 800 повстанцев были казнены. В любом поселении, которое оказало помощь мятежникам, совершались казни, служащие предупреждением для других.
В 1571 году все владения и титулы графов Нортумберленда и Уэстморленда были конфискованы. Титул графа Нортумберленда в итоге был передан Генри Перси, брату бывшего графа, поскольку он сохранил верность королеве. Титул же графа Уэстморленда был воссоздан только в 1624 году для Фрэнсиса Фэйна, внука по матери Генри Невилла, 4-го барона Абергавенни, потомка первого графа Уэстморленда.